# 木宮正史
木宮正史（1960年1月14日—） 是一名日本的國際政治學學家、東京大学大学院情報学環教授。專攻為朝鮮半島政治、國際關係。

## 經歷
静岡縣出身。静岡縣立濱松北高等學校畢業、1983年東京大学法学部畢業、93年同大学院法学政治学研究科博士課程單位取得退学，1992年 韓国高麗大学大学院政治外交学科博士課程修了（政治学博士）。1993年法政大学法学部助教授、1996年東京大学綜合文化研究科助教授、2007年准教授、2010年教授、2011年情学環教授。2002-2003年哈佛大學訪問研究員。他也接任姜尚中，直到2015年3月為止擔任東大大学院情報学環現代韓国研究中心長，同年4月在獲得韓國學中央研究院支援之下，在東京大學成立新的韓國學研究部門，並且就任部門首長。

## 研究内容和批判
專門為第二次世界大戰後的朝鮮半島和東亞的歷史。具体而言，研究範圍為朴正熙政權的政治體制、經濟政策、外交政策，並且就此重新詮釋朝鮮半島的冷戰史，也發掘更多1965年日韓邦交正常化交渉過程的細節。
在李榮薰著書『大韓民国之物語』（2009年、永島廣紀譯、文藝春秋社出版）由鄭大均撰寫的序言中，被實名批判：「在90年代以後韓國流行的論述中，經常強調北韓跟這個令人羞恥的另一半與韓國的命運共同體，而這種態度在日本也經常導致不少研究命題被誤導。和田春樹、高崎宗司、姜尚中、石坂浩一、木宮正史等人的著作中，經常強調北朝鮮王朝作為韓國的盟友並且對她予以道德支持，這種論述的影響力不容忽視」。

## 著書
- 『韓国―民主化と経済発展のダイナミズム』（2003年、ちくま新書）
- 『韓国政治のダイナミズム (韓国の学術と文化)』（2004年、法政大学出版局）
- 박정희정부의 선택: 1960년대 수출지향형 공업화와 냉전체제 （页面存档备份，存于）(朴正熙政権の選択：輸出志向型工業化と冷戦体制)（후마니타스(フマニタス)、2008）
- 『国際政治のなかの韓国現代史』山川出版社、2012年

### 編著
- 『歴史としての日韓国交正常化』全2巻、李鍾元・淺野豐美共編、法政大学出版局、2011年